# Fingerhakeln

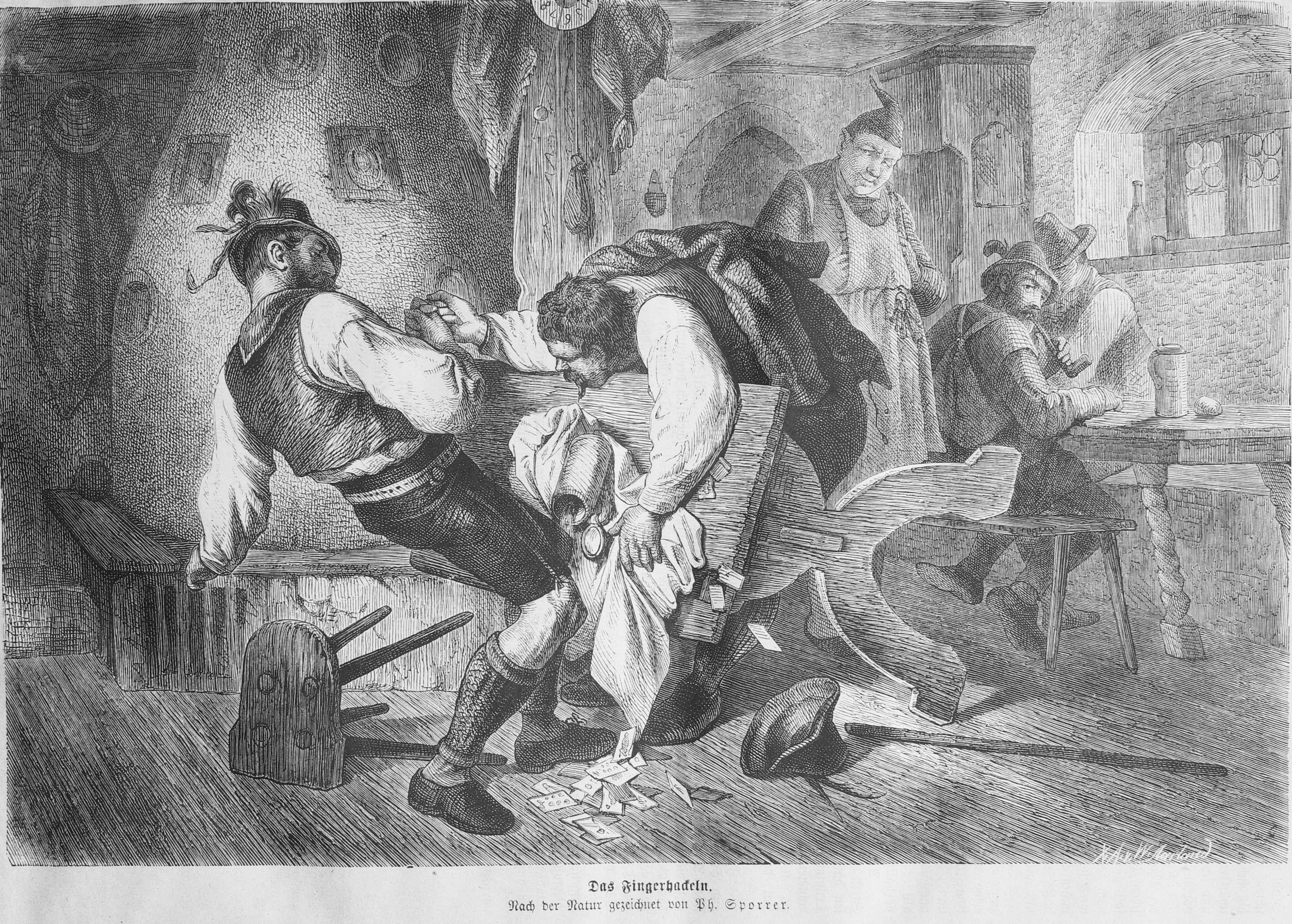
Das Fingerhackeln. Zeichnung von Ph. Sporrer 1868

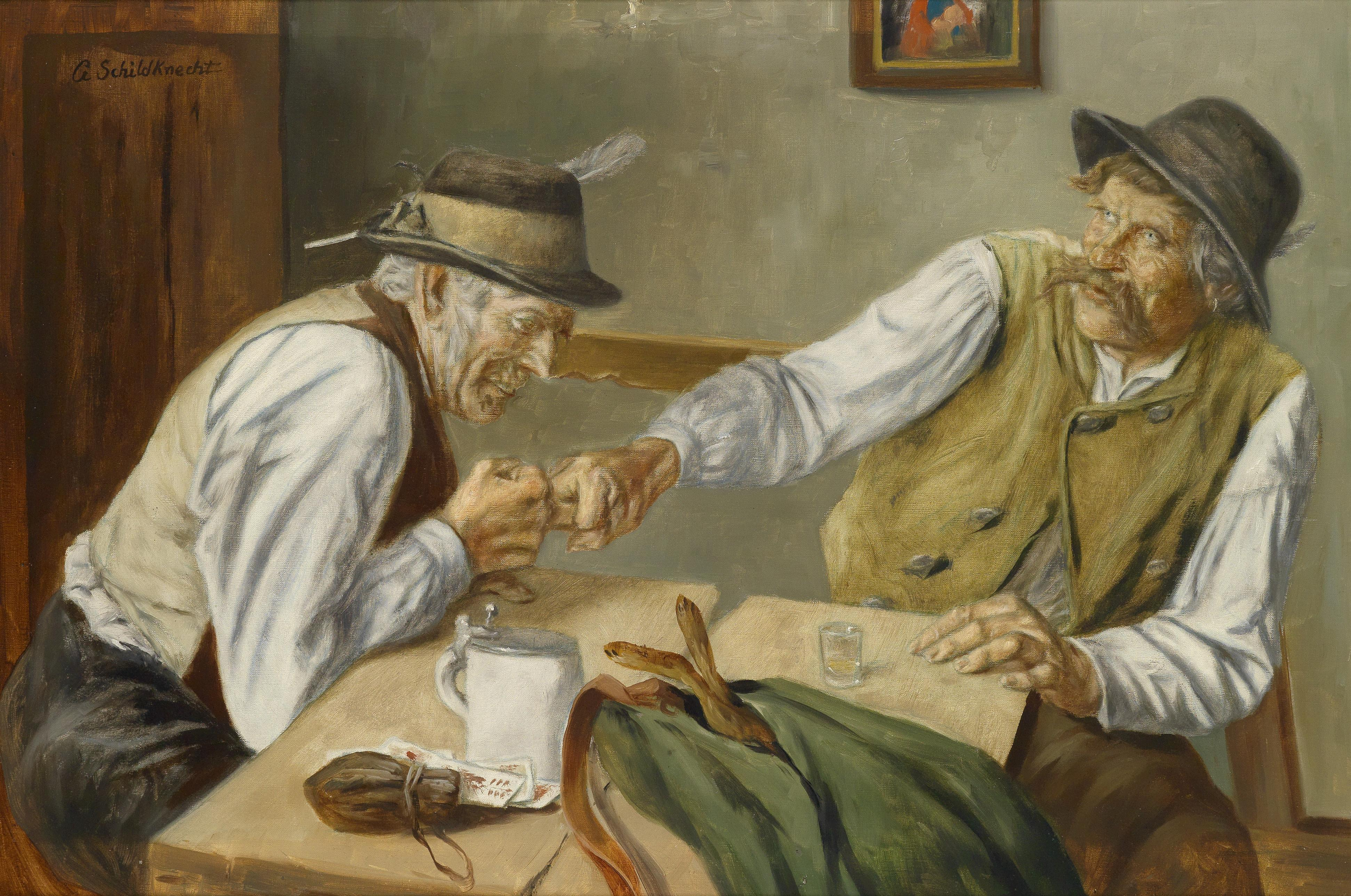
Fingerhakeln (Gemälde von Georg Schildknecht)

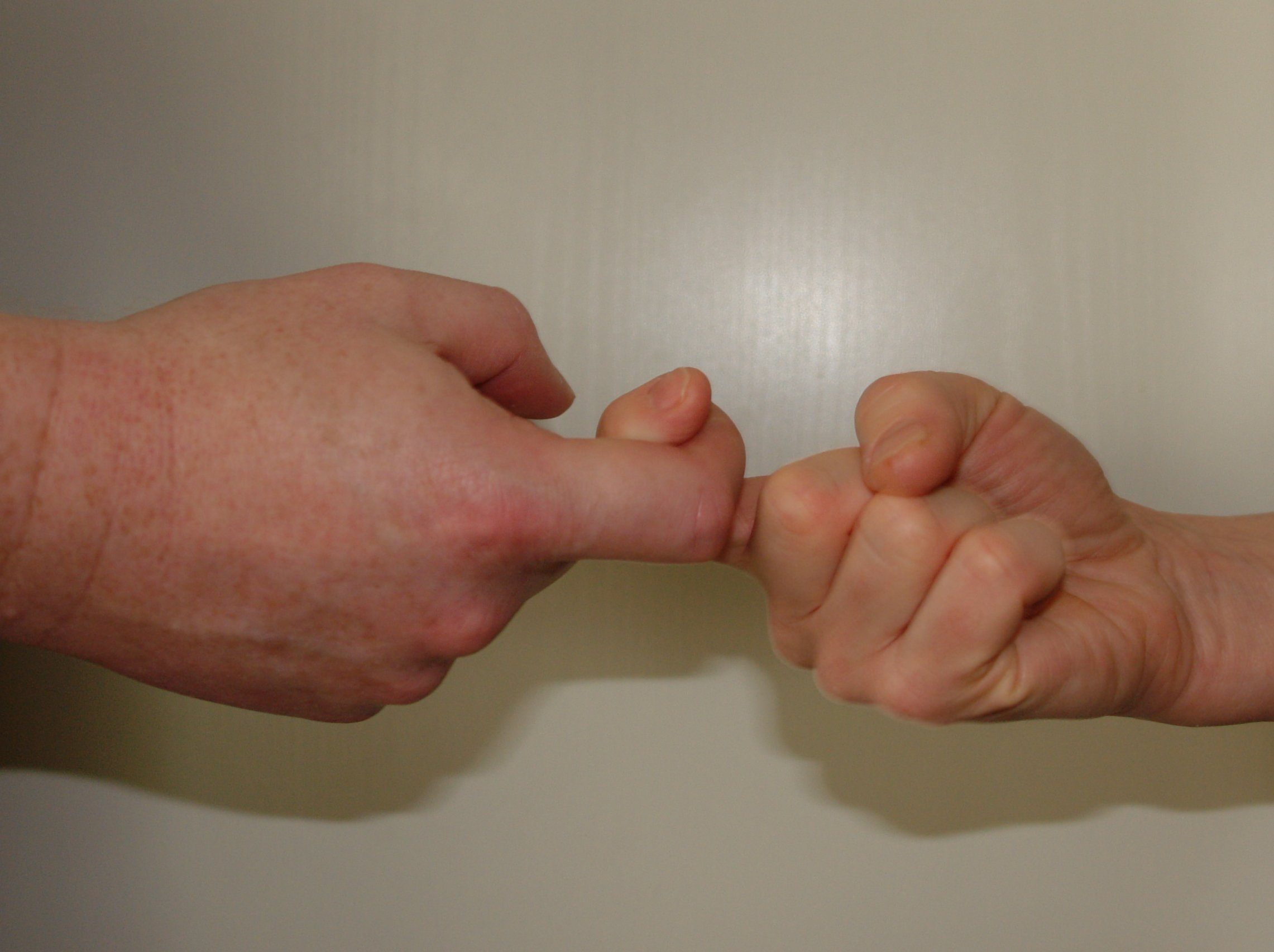
Fingerhakeln ohne Riemen

Das Fingerhakeln ist ein alter alpenländischer, vorwiegend in Bayern und Österreich betriebener Kraftsport.

## Historisches
Nach Warwitz / Rudolf entstammt das Spiel ursprünglich einer Tradition der alten Zunft der Holzfäller, die als besonders starke Männer galten und dies auch immer wieder gern selbst im Spiel zur Schau stellten.
Angeblich wurden so früher im Alpenland auch Streitereien ausgetragen. Es reiht sich damit in die Tradition der europäischen Sportarten ein, ehe es durch Turnen und Sport zu einer weitgehenden Standardisierung kam. Tatsächlich ist Fingerhakeln in seiner heutigen Form ein organisierter Sport. Lederriemen (ca. 10 cm lang und 6 bis 8 mm stark), Tisch (79 cm hoch, 74 cm breit und 109 cm lang), Hocker (40 mal 40 cm, 48 cm hoch) und Abstand zwischen der Mittellinie und den seitlichen Linien (32 cm) sind genormt. Jedes Jahr werden bayerische, österreichische, deutsche und alpenländische Meisterschaften in verschiedenen Gewichts- und Altersklassen ausgetragen.

## Ablauf
Beim Fingerhakeln sitzen beide Gegner einander an einem Tisch gegenüber und versuchen, den Gegner am Finger zu sich herüberzuziehen. Durch körperliche Kraft, Überwindung des Dehnungsschmerzes und eine entsprechende Technik kann der Gegner besiegt werden. Nach den Turnierregeln wird mit einem ca. 10 cm langen und 6–8 mm starken Lederriemen gehakelt. Grundsätzlich kann mit jedem Finger gehakelt werden (mit Ausnahme des Daumens), bevorzugt mit dem Mittelfinger. Manchmal werden auch nur die Zeigefinger ohne Riemen ineinander gehakt. Hinter den beiden Haklern sitzen zwei Auffänger. Dazu kommen ein Schiedsrichter, ein Vorsitzender und zwei Beisitzer.

## Sonstiges
Die Redewendung jemanden über den Tisch ziehen – mit der Bedeutung jemanden (eher trickreich) besiegen, ausspielen – hat ihren Ursprung in diesem Volkssport, in dem nicht allein die Kraft, sondern vor allem die Technik den Ausschlag geben kann.

## Ähnliche Sportarten
- Armdrücken